# Buddleja saligna

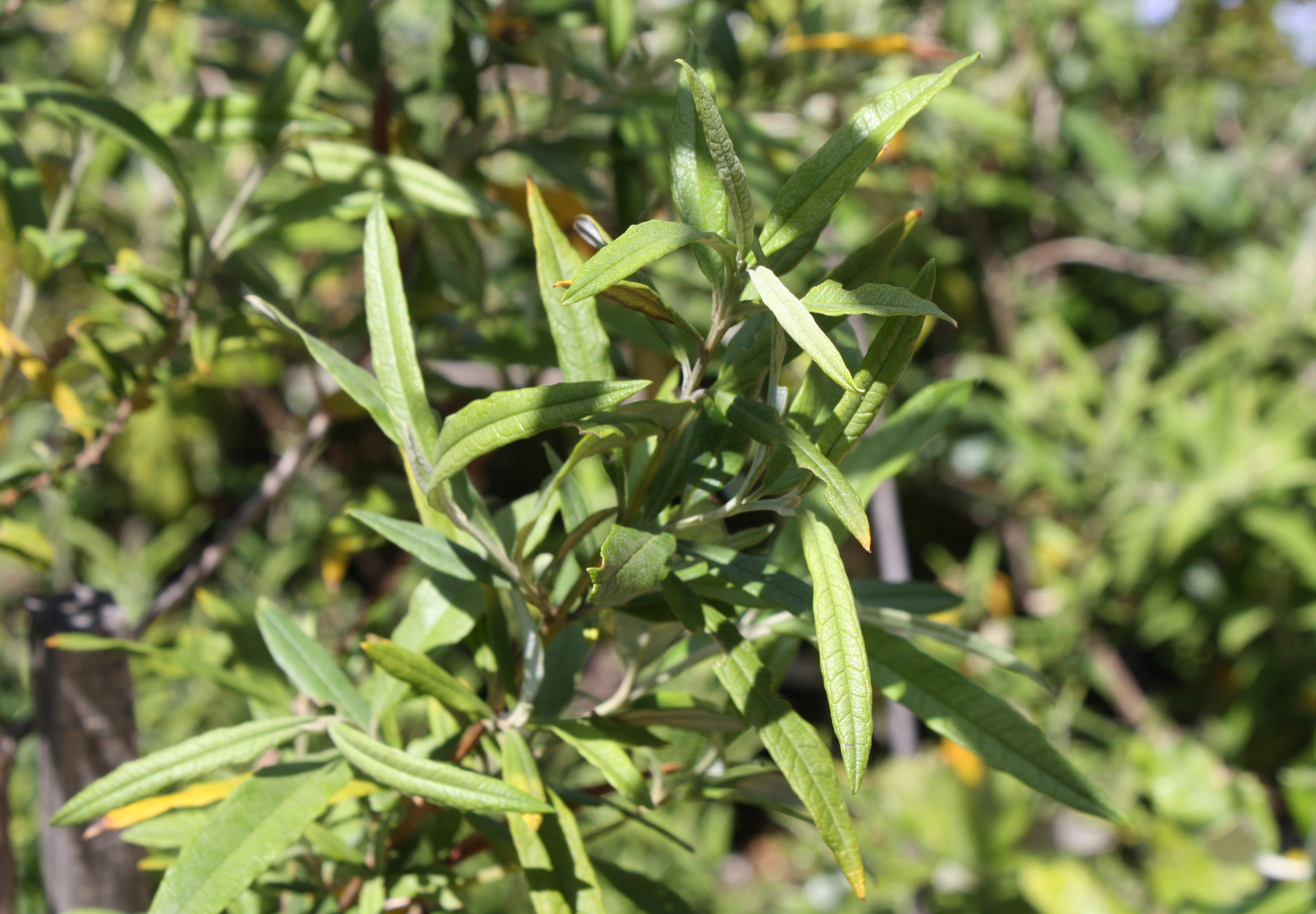
Detall de les fulles

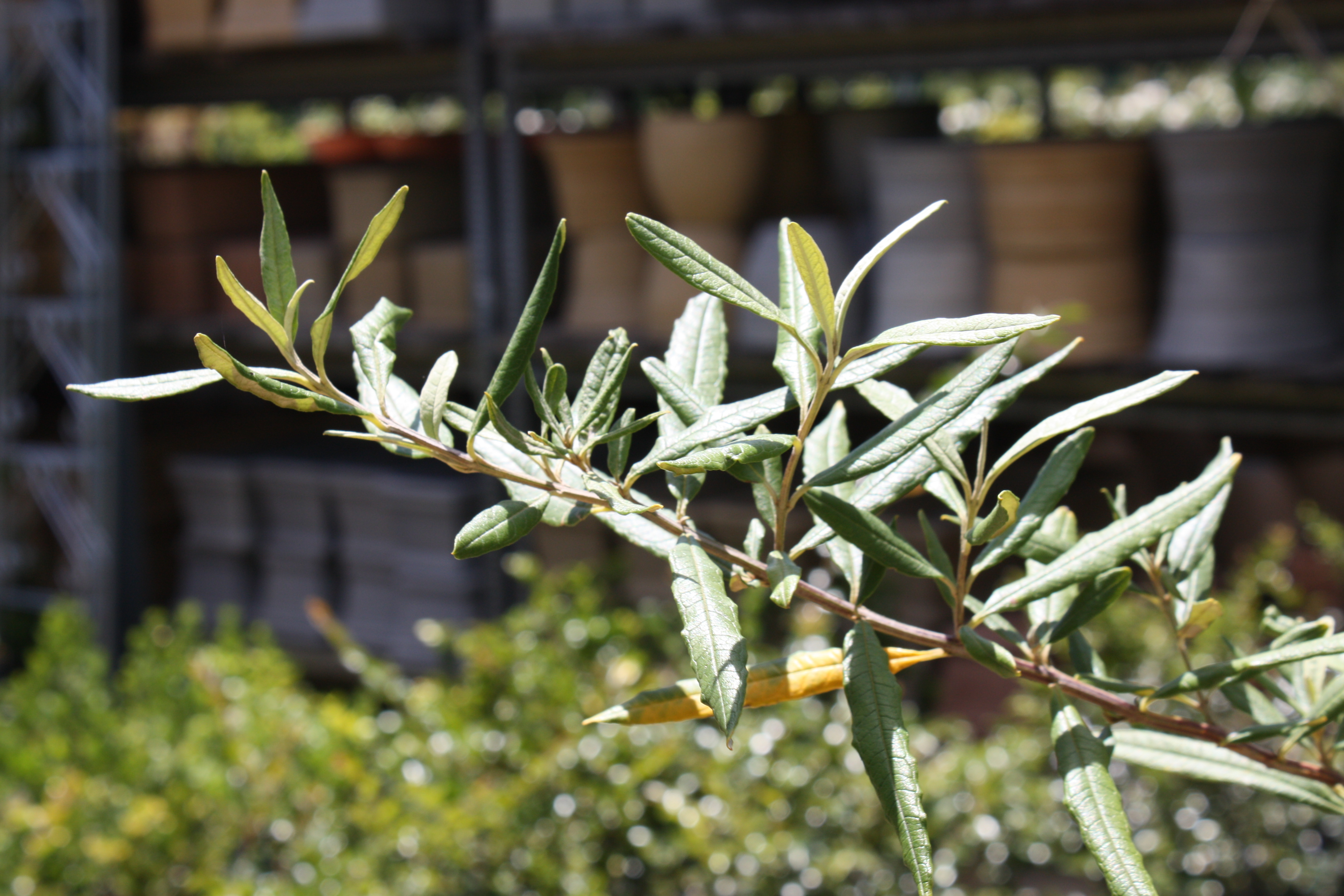
Branca amb fulles

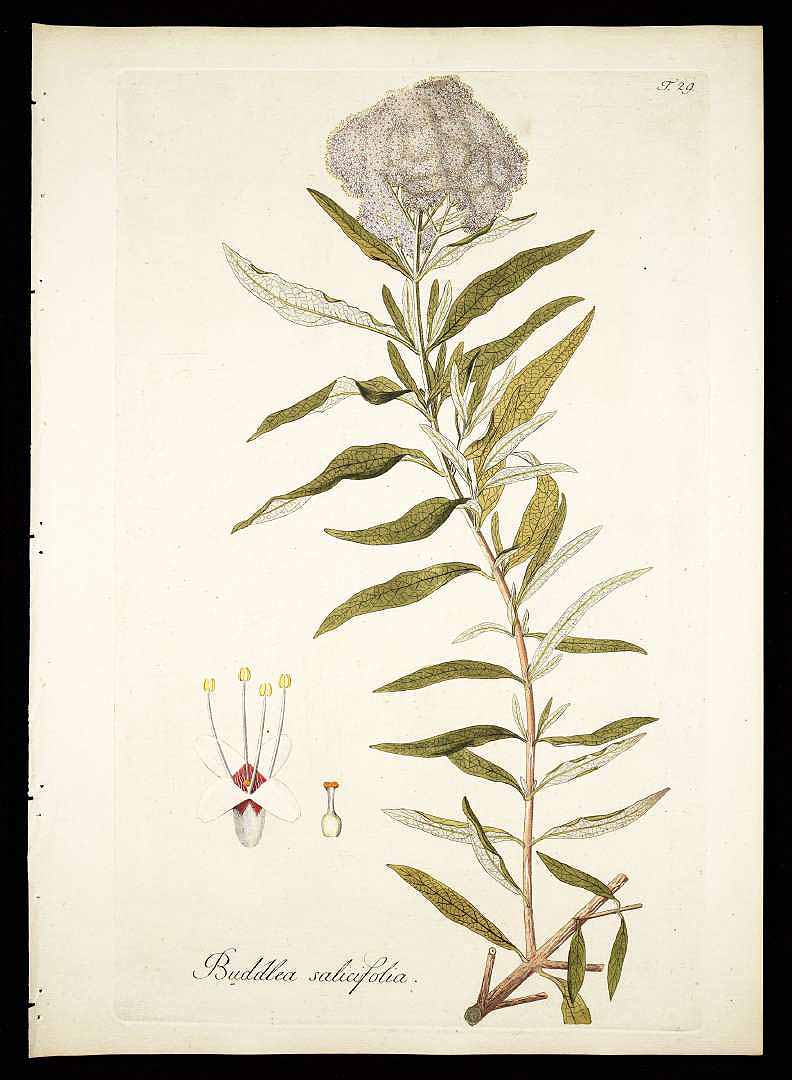
Il·lustració

Buddleja saligna és una espècie de planta de la família de les Escrofulariàcies que es distribueix pel sud d'Àfrica. És un arbust perenne que es troba en vessants secs, matollars mixtos, valls amb arbres, marges de bosc i matollars costaners.